# Caméras Panavision
Panavision est une gamme de caméras argentiques professionnelles dont les dernières occurrences en 2004 ont représenté le nec plus ultra du matériel de cinéma au format 35 mm. Le format 70 mm (pellicule de prise de vues large de 65 mm) est aussi présent dans plusieurs modèles Panaflex, ainsi que les formats 16 mm et Super 16.

## Histoire
Robert Gottschalk (1918-1982) et Richard Moore (1925-2009) fondent la société Panavision en 1953. Elle va se faire reconnaître par la mise sur le marché des objectifs de projection Superpanatar qui permettent aux projectionnistes de n’avoir pas à changer l’optique de leurs projecteurs pour passer d’un film en CinemaScope à un film en format normal (actualités, publicités, court-métrage), et vice-versa. Le Superpanatar est modulable et le projectionniste adapte le format de projection par un réglage mécanique simple d’un unique objectif. Ensuite, l’idée vient d’elle-même d’étudier un objectif de caméra, l’Autopanatar, qui remplace les objectifs CinemaScope dont les aberrations obligent à l’époque les réalisateurs à se limiter à des cadrages larges, les plans rapprochés déformant notamment les visages des comédiens, rendant même impossibles les gros plans, sauf recherche d’un effet grotesque. L’Autoplanar corrige ce défaut par un procédé mécanique et renouvelle ainsi l’esthétique des films sur écran large. En 1968, c’est Alfred Mayer qui mène une étude pour créer une caméra innovante par rapport à l’offre existante. Les caméras de studio, adaptées à la prise de son, sont particulièrement lourdes, de 40 à 60 kg, ce qui ne favorise pas la tendance de l’époque au portage à l’épaule. En attendant, la Panavision Silent Reflex (PSR et SPSR – Super Panavision Silent Reflex), qui est la première production de la société, pèse quelque 40 kg et ne doit son succès qu’aux objectifs Panavision qui l’équipent. En fait, elle est une simple déclinaison de la Mitchell BNC qui est dorénavant hors service (les Mitchell pèsent plus de 50 kg) et dont la société Panavision rachète les droits à Metro-Goldwyn-Mayer. Elle est intitulée également R-200 en référence à son obturateur à disque mobile qui peut ouvrir à 200°. Les caméras portables, du type Arriflex 35 ou Caméflex 35, sont facilement déplaçables mais elles produisent un bruit de fonctionnement conséquent qui empêche toute prise de son sur le vif (À bout de souffle, par exemple, est entièrement postsynchronisé).

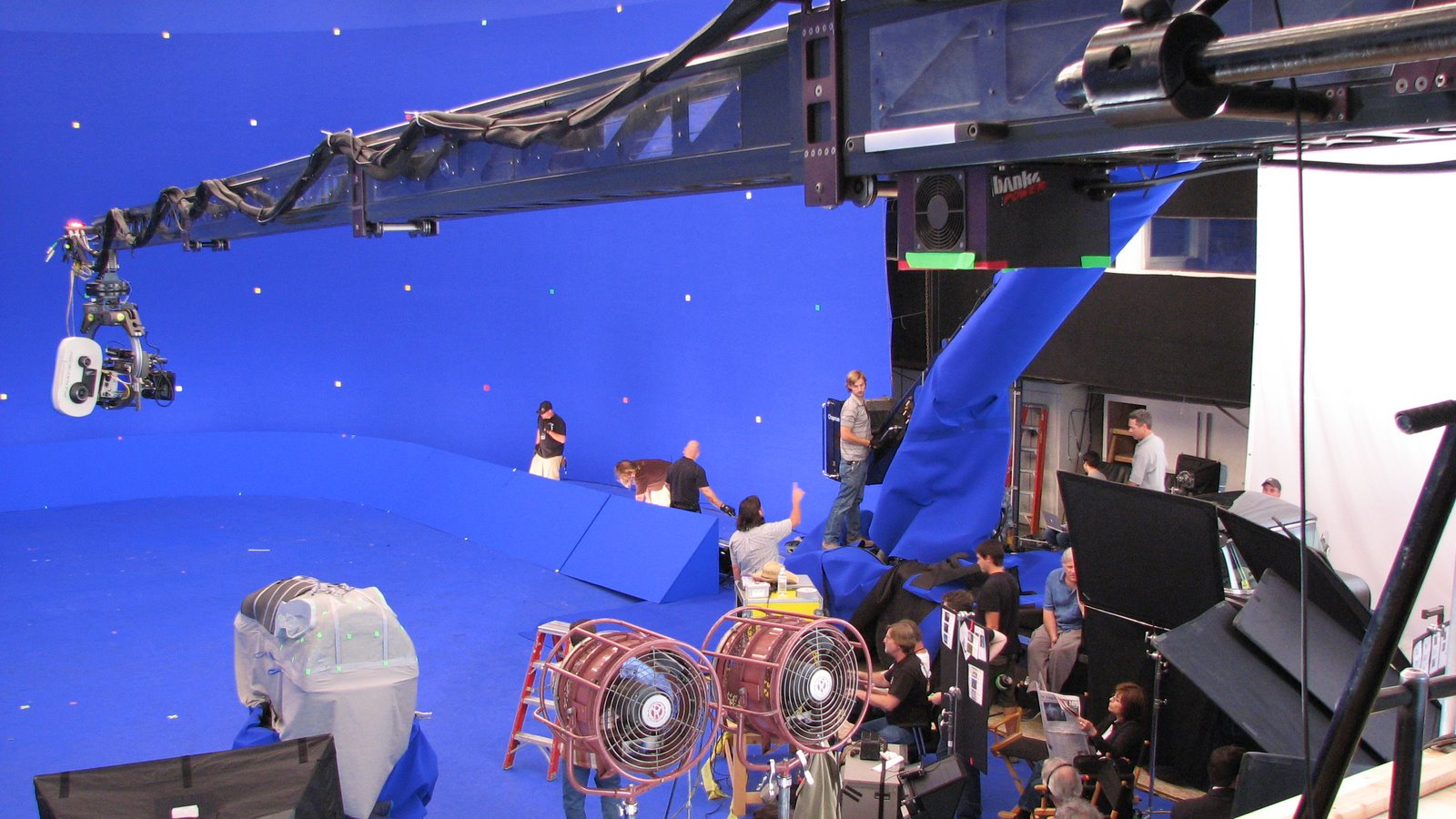
Panaflex LightWeight installée sur une grue devant un décor virtuel (écran bleu).

Pour Alfred Mayer, la gageure est simple : créer une caméra légère et autosilencieuse (pas besoin de la surcharger d’un blimp encombrant).  Il ne lui faut pas moins de quatre ans pour concevoir la Panaflex qui répond à cette problématique. Steven Spielberg l’inaugure en 1972 pour le tournage de son premier film au cinéma, Sugarland Express (1974). La Panaflex ne pèsera jamais plus de 15 à 20 kg (avec la visée vidéo en sus) par modèle et elle est totalement silencieuse grâce à l’usage de matériaux nouveaux pour la construction de son mécanisme (magnésium). Le pari réussi va imposer la Panaflex dans le monde entier et elle va sortir sous plusieurs modèles, visant aussi bien le tournage en studio que le portage à l’épaule ou au steadicam. Plus tard, un procédé de portage « maison » sera d'ailleurs mis en service avec la création du Panaglide, système de harnais compensé inspiré du steadicam original, couplé avec une caméra taillée pour ce dispositif : la Panaflex LightWeight, au poids inférieur à 10 kg, idéal pour une prise de vues sur grue ou louma. 
Arriflex est un collage du nom de la société Arri et du mot latin flexio qui signifie « déviation » (allusion à la visée reflex, où l’image est renvoyée, déviée, par un miroir vers l’œil du cadreur). Le nom Panaflex est construit de même, une manière de s’aligner clairement en tant que rivale de la firme allemande. Le principal et seul concurrent restera en effet Arri qui aligne du matériel aussi performant que et qui restera plus tard son adversaire n°1 quand sera venue l’ère des caméras numériques (Arri Alexa contre Millennium DXL).

## Panaflex

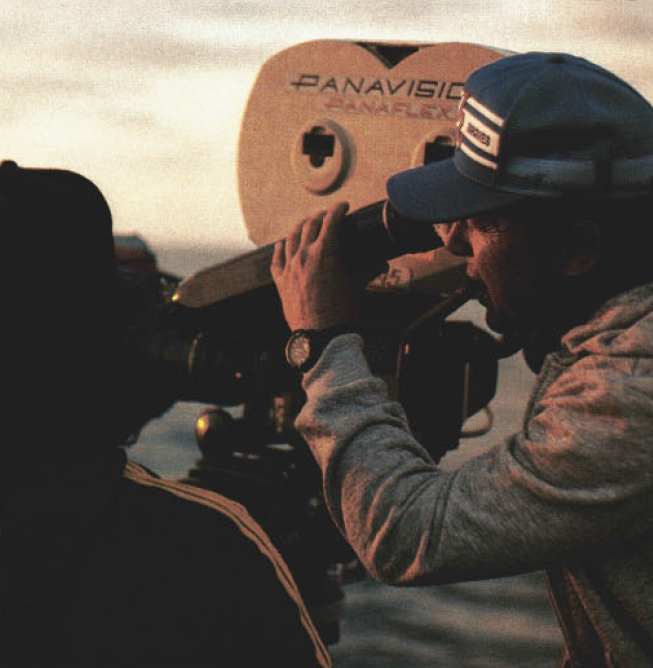
Tournage de Top Gun avec une Panaflex en configuration supra (en (1985).

1972 : les modèles Golden II ou XL 2 de la Panaflex acceptent le format 35 mm à 3 (Super 35) ou 4 perforations par photogramme. Pour cela, elles contiennent dans leur magasin coplanaire 120 à 300 mètres de pellicule, que l’on peut installer soit au-dessus de la caméra (top mount) ou à l’arrière (rear mount), selon l’ergonomie souhaitée. Pour tous les modèles, l’entraînement intermittent du film se fait par double griffe et sa stabilisation lors de l’exposition par une double contregriffe.
 

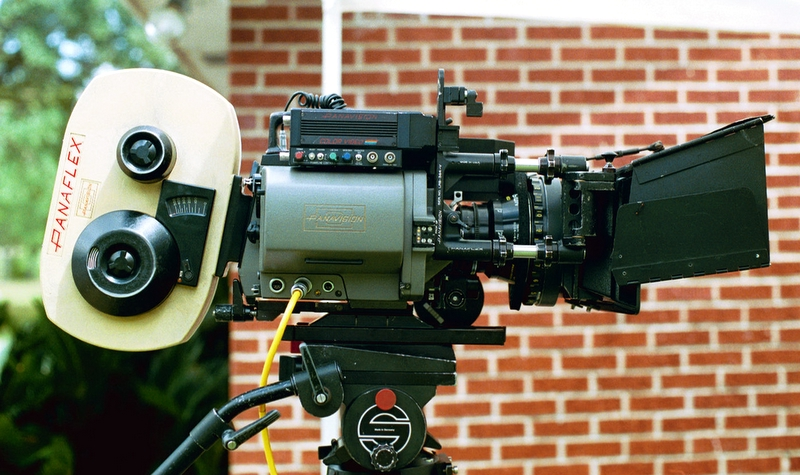
Panaflex Golden II en configuration arrière (en).

La cadence de prise de vues est réglable respectivement de 4 à 36 images par seconde et de 3 à 50 images par seconde. L’obturateur s’ouvre de 45 à 180° pour l’une et de 45 à 200° pour l’autre. Le confort du cadreur est recherché, car c’est un décideur important concernant la location de tel ou tel matériel. Le viseur reflex est muni d’un réticule lumineux (Panaglow) dont l’intensité est réglable, ce qui est fondamental quand le tournage se fait en fort contrejour ou dans la nuit. Pour éviter la gêne occasionnée par la buée que l’œil de l’opérateur provoque malgré lui sur l’œilleton du viseur, celui-ci est chauffé (dispositif Panaclear). 

## Panaflex Platinum

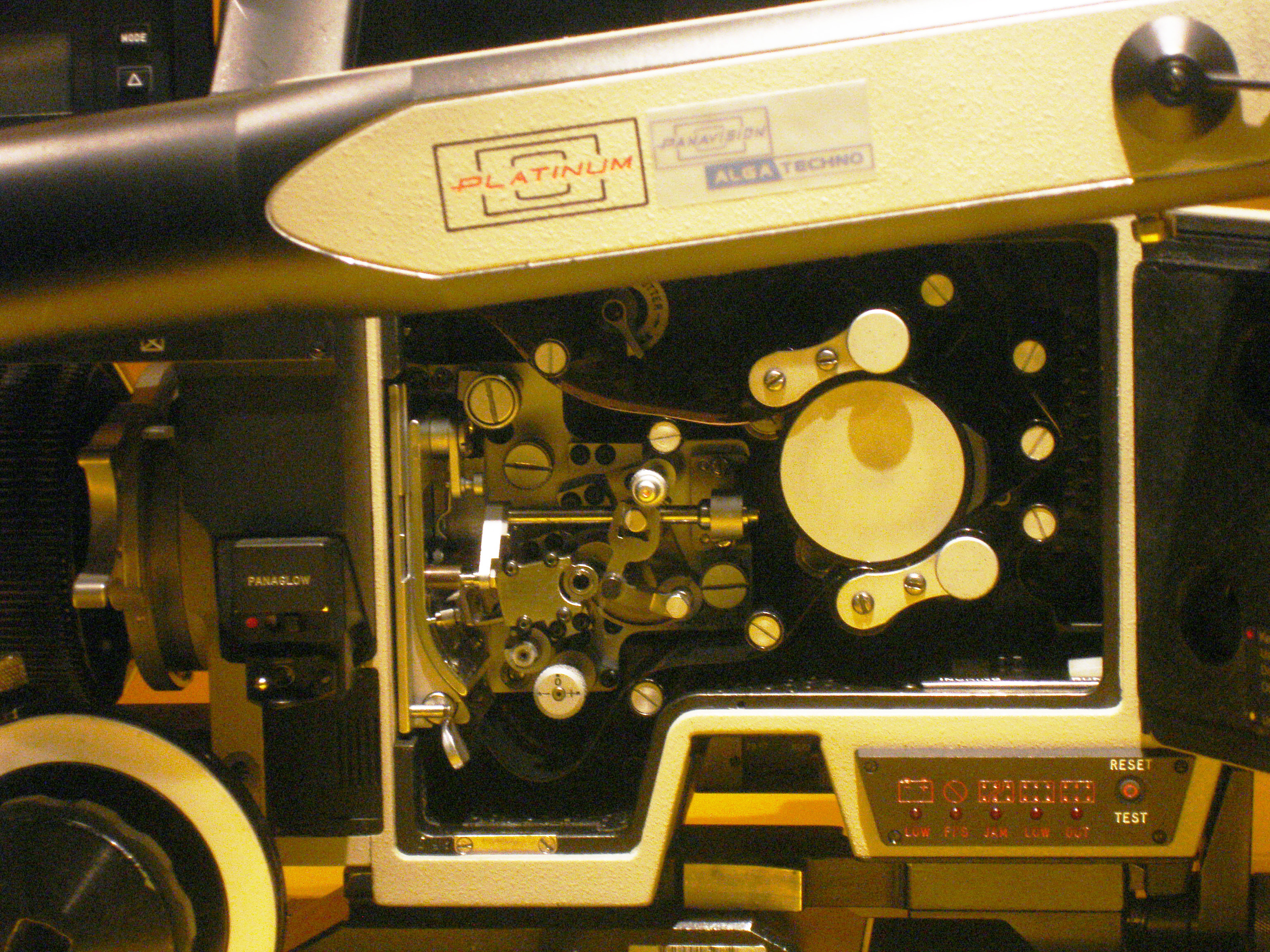
Platinum ouverte pour chargement.

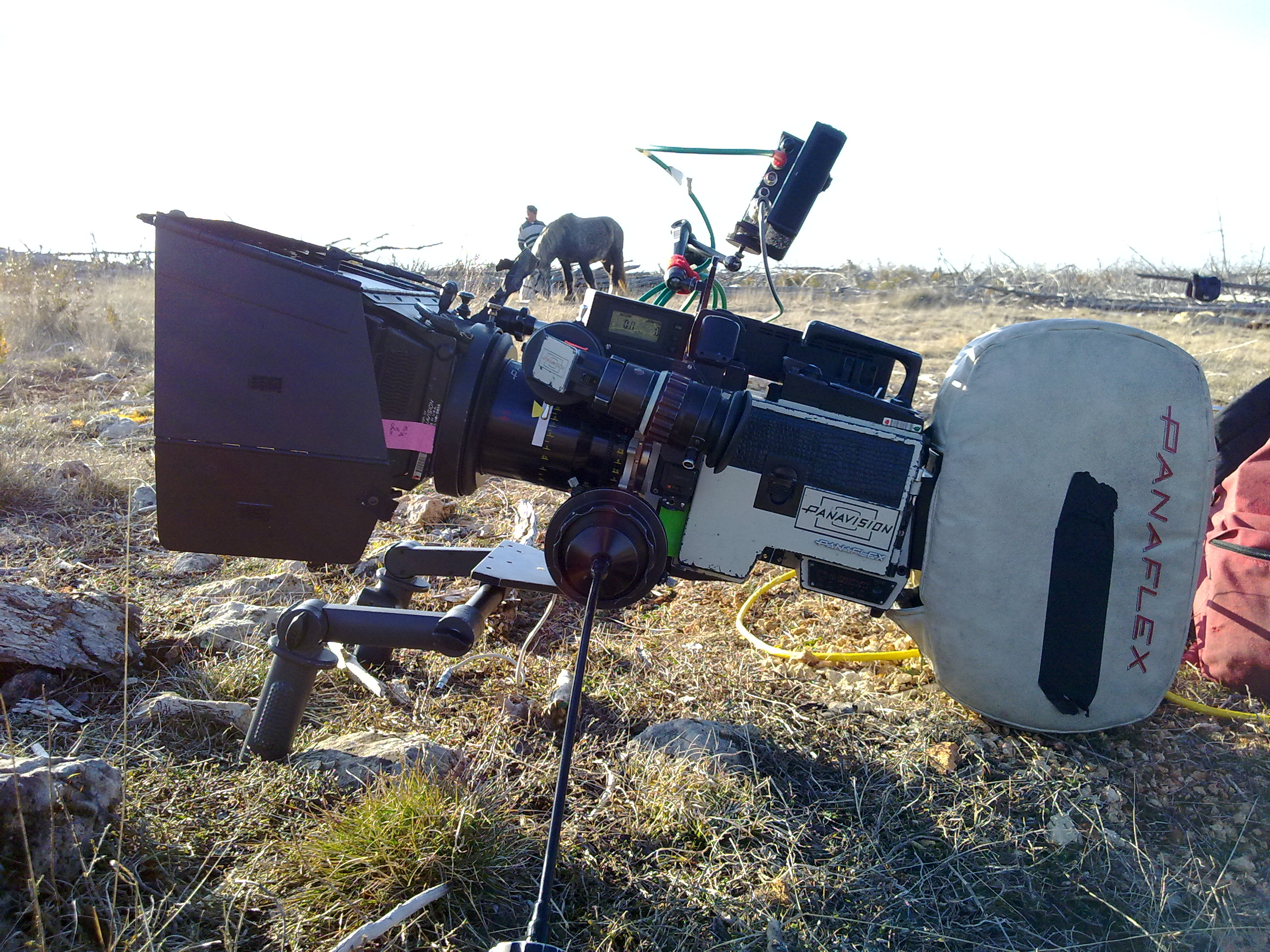
Platinum prête à être portée à l'épaule (guidon spécial).

1986 : la série Platinum renouvelle le parc des caméras Panavision avec les mêmes caractéristiques. La société en profite pour compléter son offre par de nouveaux objectifs.
« Les optiques anamorphiques Primo Prime ont hérité de la qualité supérieure d’images des objectifs Primo sphériques en ayant été adaptées au format anamorphique, avec un ratio d'anamorphose sur pellicule de 1,25. Comme les Primo sphériques, les Primo anamorphiques délivre un haut niveau de contraste et de résolution avec des effets de flare (diffusion parasite de lumière à l’intérieur d’un objectif), d’images fantômes et de distorsion négligeables. Ces optiques possèdent un équilibre colorimétrique constant entre les différentes focales. »

## Panaflex Millennium

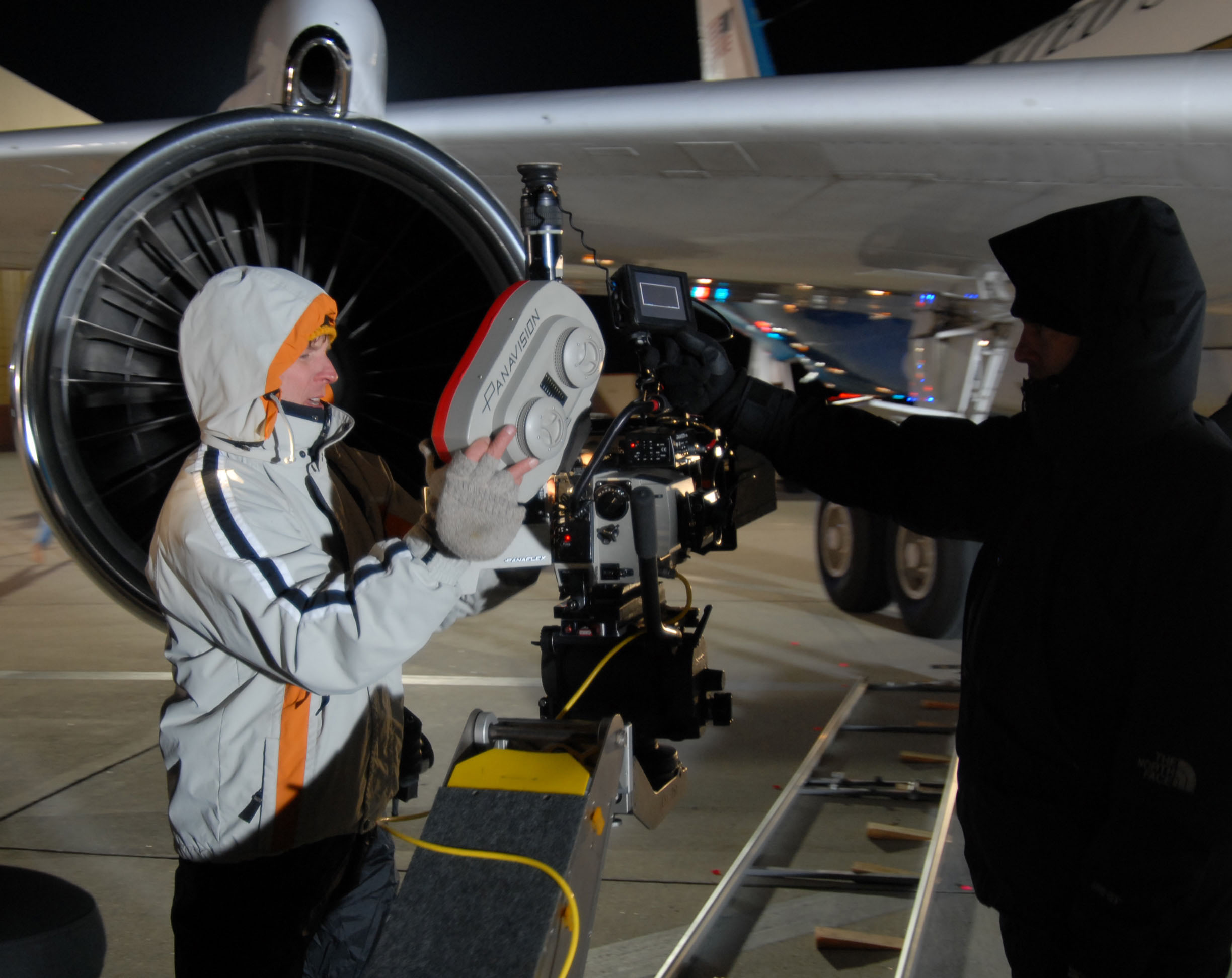
Chargement d'une Millennium.

En 1997, une nouvelle série, Millennium, est présentée, riche surtout en électronique concernant aussi bien le contrôle de la mécanique que les réglages de l’optique (télécommande en multiposte de toutes les fonctions). 
Dans les années qui suivent, toutes les caméras sont harnachées de différents systèmes de contrôle et de leurs activations extérieures par télécommande. Le seul changement mécanique notable est la suppression de l’unique « débiteur denté » qui alimente en continu la partie intermittente de l’avance du film, aussi bien la pellicule provenant de la galette vierge que la pellicule exposée qui va se rembobiner dans le magasin. Il est remplacé par deux plus petits débiteurs dentés (arrivée de la pellicule vierge, retour de la pellicule exposée).